# Корпоративни финанси
Корпоративните финанси са област във финансите, която се занимава с финансовите решения, които бизнес предприятията правят и инструментите и анализът, които се използват, за да се правят тези решения. Основната цел на корпоративните финанси е да увеличи в максимална степен акционерната стойност или с други думи максимално да облагодетелстват акционерите . Макар в основния си принцип да се различава от финансовото управление, което изучава финансовите решения за всички видове фирми, а не само корпорациите, като цяло основната концепция в изучаването на корпоративните финанси е приложима по отношение на финансови проблеми от всякакъв вид и за всички видове фирми.
Термините корпоративни финанси и корпоративен финансист са също така асоциирани с инвестиционното банкиране.

## В българската финансова наука
Корпоративни финанси са паричните отношения, свързани с формирането и разпределението на доходите и спестяванията на търговците като субекти на търговското право и използването им за постигане на различни търговски цели.
Основна цел на корпоративните финанси е да подсигурят финансово дейността на организацията с оглед изпълнение на целите ѝ. Основен източник на финансови ресурси за бизнес-предприятията са паричните постъпления от продажбите на компанията (продажби на стоки и услуги). В случай на временен недостиг на парични средства, получени от продажбите на продуктите на компанията, необходими за осигуряване текущите финансови нужди на бизнеса, обикновено се сключват краткосрочни банкови заеми с цел осигуряване на свеж финансов ресурс. За да се обезпечи и гарантира изпълнението на средносрочните и дългосрочни цели на предприятието често се издават облигации или акции, или в краен случай се вземат дългосрочни кредити. В този случай мениджмънта взема т.нар. стратегически решения за емитиране на облигации и/или акции или за вземане на дългосрочни заеми, защото по този начин се (пред)определя структурата на капитала на предприятието.
Основен въпрос в областта на корпоративните финанси е как да се намери оптимален баланс между рентабилността на производството и финансовите рискове свързани с пазара на стоки и/или услуги при т.нар. пазарна икономика. Друг важен аспект по управлението на корпоративните финанси са инвестиционните решения, т.е. определянето на начина по който да се инвестират парите на предприятието с цел да принесат/донесат максимално бързо доход и печалба.